# Чо Ою
Чо Ою (на китайски: 卓奥友山, на пинин: Zhuó'àoyǒu Shān) е шестият по височина връх в света (8201 m) и влиза в състава на масива Еверест в Хималаите. Намира се на границата между Непал и Китай, на 20 km от връх Еверест. За пръв път е изкачен през 1954 година от северозападната страна. В превод името на върха означава „Богиня на тюркоаза“ и се счита за един от най-лесните за катерене осемхилядници.

## Събития
- 1954 г., 19 октомври – първо изкачване на върха, осъществено от Херберт Тихи, Йозеф Йохлер и шерпа Пасанг Дава Лама, членове на австрийската експедиция.[2]
- 1959 г. – първа женска експедиция, организирана от Клод Коган, но завършва трагично. Загиват Клод Коган, белгийката Клодин Вандер Шратен и няколко шерпи.
- 1959 г. – неуспешна международна женска експедиция, четири участнички загиват.
- 1964 г. – немска експедиция, двама загиват от изтощение.
- Български алпинисти изкачват върха за първи път през 1991 година – Йорданка Димитрова и Борислав Димитров.[3] На 29 септември 2014 г. Богдан Велев изкачва Чо Ою,[4] а през 2018 г. Атанас Скатов изкачва върха, без кислород и без помощта на шерпи.[5]